# Geoffrey van Monmouth

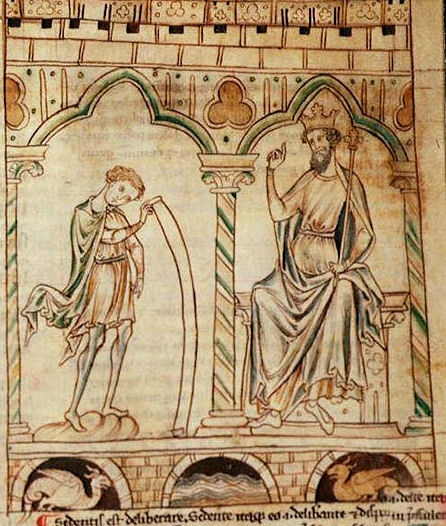
Plaat uit Prophetiae Merlini

Geoffrey van Monmouth, in het Nederlands ook wel Godfried van Monmouth, (Monmouth (Wales), ca. 1090/1100 - Cardiff, 1154/1155) was een christelijk geestelijke en geleerde. Hij is een van de belangrijkste Britse geschiedschrijvers. Hij ging naar de universiteit van Oxford en werd daarna aartsdiaken van LLandaff en Monmouth. In 1152 werd hij bisschop van St Asaph. 
Geoffrey schreef verschillende belangrijke boeken, in het Latijn. Hij staat erom bekend dat hij schreef in de hoofse stijl van creatief anachronisme die zich in het midden van de twaalfde eeuw ontwikkelde.

## Prophetiae Merlini (De profetieën van Merlijn)
Dit boek schreef hij ergens vóór 1135 en het bevat - zoals de titel al zegt - een reeks apocalyptische voorspellingen die zouden zijn gedaan door de tovenaar Merlijn (hiervoor bekend als Myrddin - misschien veranderde Geoffrey de naam om associaties met het Franse merde (schijt) te vermijden, maar het kan ook gewoon een latinisering zijn). Dit was het eerste boek over Merlijn in een andere taal dan het Welsh en daarom was het erg populair.

## Historia Regum Britanniae(Geschiedenis van de Britse koningen)
De geschiedenis van de Britse koningen is Geoffreys bekendste boek. Dit boek, rond 1135 geschreven voor de Anglonormandische machthebbers in Brittannië, beweert een geschiedenis te zijn van de koningen van Brittannië vóór de Saksische tijd (9e eeuw). Het is gebaseerd op de Arthurlegenden waarbij Geoffrey eigentijdse ridderlijke idealen projecteerde op het verleden. Zo ontstond een vorm van creatief anachronisme dat kenmerkend is voor de twaalfde-eeuwse hoofse literatuur. In 1155 vertaalde de Normandische dichter Wace de Latijnse Historia van Geoffry in het Anglonormandische Frans, een dialectvariant van het Noord-Franse Langue d'oïl.
Volgens De Historia zouden de Britse koningen afstammen van Aeneas. De Historia is een van de eerste teksten waar Koning Arthur in voorkomt en de oudste nog bestaande tekst die King Leir vermeldt.

## Vita Merlini (Het leven van Merlijn)
Geoffreys laatste boek werd ergens tussen 1149 en 1151 geschreven. Hierin vertelt hij de Merlijn-legende zoals die bekend was uit de Welshe traditie.